# L'esigenza di unirmi ogni volta con te
L'esigenza di unirmi ogni volta con te è un film del 2015 diretto da Tonino Zangardi.
La pellicola ha per protagonisti Marco Bocci e Claudia Gerini.

## Trama
Giuliana lavora come cassiera, in una città di provincia del Sud Italia. È sposata con Martino, un impresario del fotovoltaico che viaggia spesso per lavoro e spesso lascia la moglie sola a casa. I due non hanno mai avuto un litigio e tra loro c'è sempre stata fedeltà reciproca.
Leonardo è un poliziotto che si trova in servizio di guardia presso il supermercato in cui Giuliana lavora. Non è riuscito a superare lo shock provocato dal tradimento della moglie col fratello, per questo è apparentemente schivo.
I due inizialmente si scambiano solo alcuni sguardi, ma le loro vite si incrociano durante una rapina in cui la donna rimane coinvolta. Da questo momento in poi cominciano a frequentarsi e si innamorano l’uno dell’altra. Dopo qualche mese, Giuliana decide di uscire allo scoperto e di raccontare tutto al marito, in modo da poter vivere pienamente il suo amore con Leonardo.
Non tutto, però, andrà come sperato: Martino non la prende bene e Giuliana, nel tentativo di difendersi dalla violenza del marito che cerca di strangolarla, gli conficca un coltello nella pancia, lasciandolo a terra esanime. Turbata dall’accaduto, Giuliana è in procinto di costituirsi ma Leonardo la convince che non sia l’idea giusta, così finiscono per fuggire.

## Promozione
Il primo teaser è uscito l'11 settembre 2014. Successivamente, il trailer del film è stato diffuso il 31 agosto 2015. Il film è stato distribuito in Italia il 24 settembre 2015, da Microcinema distribuzione.